# Arthrostylidium
Arthrostylidium is een geslacht uit de grassenfamilie (Poaceae). De soorten van dit geslacht komen voor in grote delen van de wereld: Europa, Australazië, Afrika, Noord- en Zuid-Amerika.

## Soorten (selectie)
Van het geslacht zijn onder meer de volgende soorten bekend:
- Arthrostylidium auriculatum
- Arthrostylidium canaliculatum
- Arthrostylidium chiribiquetense
- Arthrostylidium cubense
- Arthrostylidium distichum
- Arthrostylidium ekmanii
- Arthrostylidium excelsum
- Arthrostylidium fimbriatum
- Arthrostylidium fimbrinodum
- Arthrostylidium grandifolium
- Arthrostylidium haitiense
- Arthrostylidium judziewiczii
- Arthrostylidium longiflorum
- Arthrostylidium merostachyoides
- Arthrostylidium multispicatum
- Arthrostylidium obtusatum
- Arthrostylidium pubescens
- Arthrostylidium punctulatum
- Arthrostylidium reflexum
- Arthrostylidium sarmentosum
- Arthrostylidium scandens
- Arthrostylidium schomburgkii
- Arthrostylidium simpliciusculum
- Arthrostylidium urbanii
- Arthrostylidium venezuelae
- Arthrostylidium virolinense
- Arthrostylidium youngianum